# ليلبورن (جورجيا)
ليلبورن (بالإنجليزية: Lilburn, Georgia)‏ هي مدينة تقع في مقاطعة غوينيت، جورجيا بولاية جورجيا في الولايات المتحدة. تبلغ مساحة هذه المدينة 16 (كم²)، وترتفع عن سطح البحر 290 م، بلغ عدد سكانها 11596 نسمة في عام 2010 حسب إحصاء مكتب تعداد الولايات المتحدة.

## أعلام
- أمبير ناش
- براد ليستير
- بيل كوبلاند
- بلاك بيرتشنايدر
- بوب كوفمان
- ريكاردو إنغرام
- خوان بابلو توريس

## وصلات خارجية
- Cities & Counties - Georgia.gov